# Pieprz ziołowy
Pieprz ziołowy – namiastka pieprzu naturalnego, mieszanka przyprawowa przyrządzana z różnych ziół. W jej skład wchodzą zwykle: chrzan, gorczyca biała, kminek, pieprz turecki, kolendra i majeranek. Zależnie od proporcji składników, rozróżnia się pieprz ziołowy i pieprz ziołowy ekstra. Pieprzem ziołowym przyprawia się zwykle dania mięsne, rybne, potrawy z grzybów, jaj na twardo, a także zupy (zwłaszcza z kapusty lub warzyw strączkowych), sosy ziołowe, surówki, sałatki etc.